# Etoy
Etoy je obec na jihozápadě Švýcarska, v okrese Morges v kantonu Vaud. Žije zde přibližně 2 900 obyvatel.

## Geografie

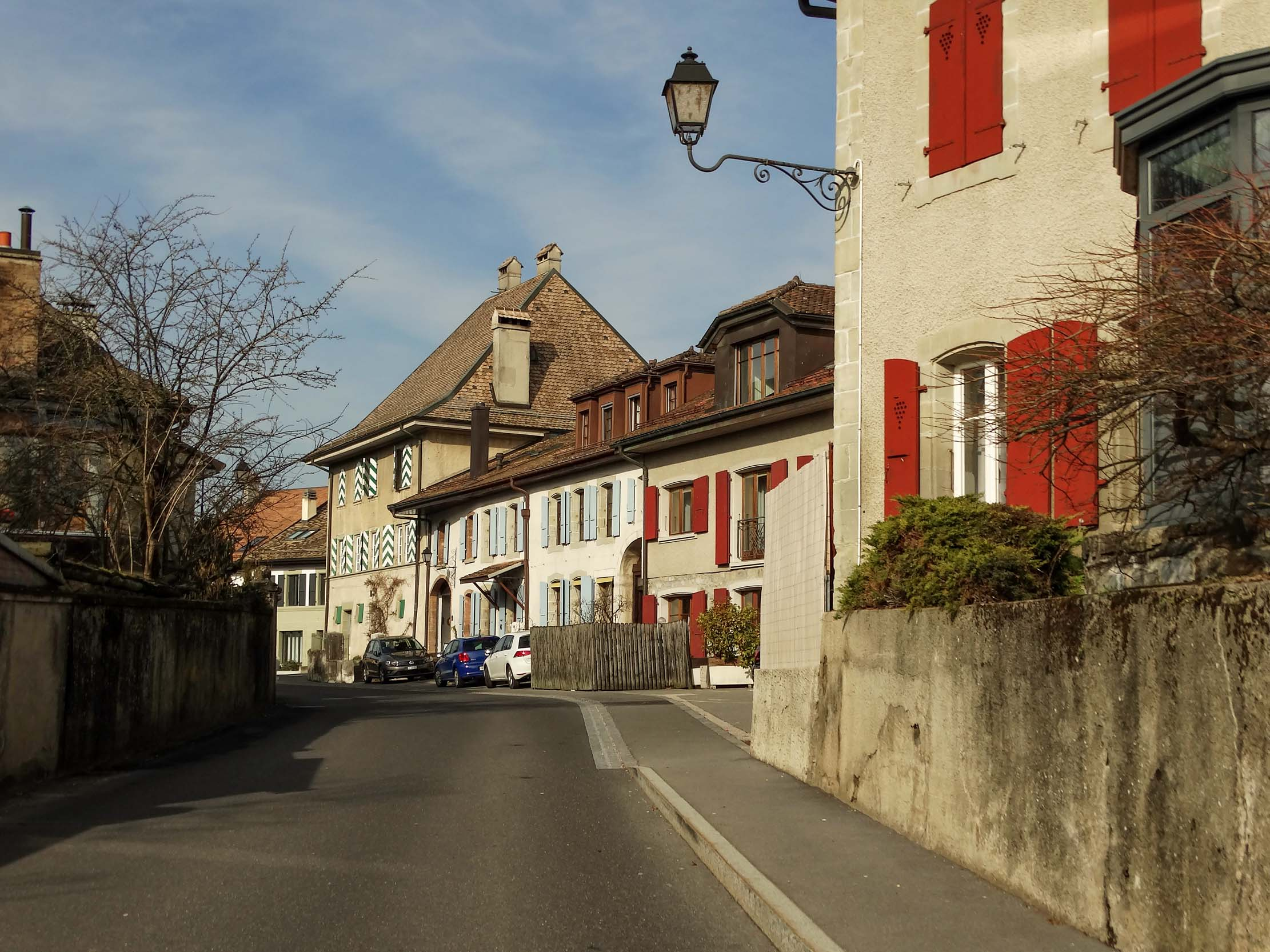
Centrum obce

Etoy leží v nadmořské výšce 454 m, vzdušnou čarou 7 km jihozápadně od okresního města Morges. Obec se nachází na mírném jižním svahu severně od Ženevského jezera, východně od údolí řeky Aubonne, v panoramatické poloze asi 80 metrů nad hladinou Ženevského jezera.
Rozloha obce je 4,9 km² a zahrnuje část svahu na sever od Ženevského jezera. Území obce se rozprostírá od terénní terasy u Buchillonu směrem na sever po mírně se svažujícím svahu až pod kopec Le Châtelard, kde se nachází nejvyšší bod Etoy ve výšce 495 m n. m. Západní hranici tvoří klikatý tok řeky Aubonne, zatímco na východě se oblast rozprostírá až k okraji údolí Boiron. V roce 1997 tvořila 22 % rozlohy obce zastavěná plocha, 6 % lesy a lesní porosty, 71 % zemědělství a o něco méně než 1 % neproduktivní půda.
Etoy zahrnuje vesnici La Romanèche (467 m n. m.) nad obcí, osadu En Folliard (423 m n. m.) na východě údolí Aubonne a obchodní a průmyslovou zónu podél hlavní silnice z Nyonu do Morges. Sousedními obcemi Etoy jsou Lavigny, Villars-sous-Yens, Saint-Prex, Buchillon, Allaman a Aubonne.

## Historie
Nálezy z neolitu, z laténského období a základy římské villy svědčí o velmi raném osídlení území obce. První písemná zmínka o obci pochází z roku 1145 a nese název Stuie. Později se objevily četné další hláskové podoby: Estui (1167), Stoy (1177), Estue (1215), Estuve (1228), Estuy (1269), Estuez (1349), Stuez (1379) a Estuey (1430).
Převorství svatého Mikuláše z Etoy, zmiňované v roce 1145, patřilo kanovníkům z konventu Velkého sv. Bernarda, ale bylo pod přímým dohledem pánů z Aubonne. Od dobytí Vaudu Bernem v roce 1536 sdílelo Etoy osudy Aubonne. Převorství bylo v té době sekularizováno a pozemky, které převorství vlastnilo, byly přeměněny na panství Etoy, které v roce 1772 koupil Bern. Když bylo v roce 1701 vytvořeno panství Aubonne, byla k němu přiřazena i vesnice Etoy. Po pádu Staré konfederace patřila obec v letech 1798–1803 v období helvétského soustátí ke kantonu Léman, který byl poté po vstupu v platnost Ústavy o zprostředkování sloučen s kantonem Vaud. V roce 1798 byla obec přiřazena nejprve k okresu Aubonne, od roku 1803 pak k okresu Morges.

## Obyvatelstvo
| Rok            | 1850 | 1900 | 1910 | 1930 | 1950 | 1960 | 1970 | 1980 | 1990 | 2000 |
| Počet obyvatel | 474  | 663  | 738  | 767  | 839  | 867  | 1026 | 891  | 1740 | 2289 |

85,2 % obyvatel hovoří francouzsky, 5,2 % portugalsky a 4,1 % německy (stav v roce 2000). V roce 1850 žilo v Etoy celkem 474 obyvatel a v roce 1900 663 obyvatel. Od roku 1980 (891 obyvatel) počet obyvatel rychle roste, během 20 let se téměř ztrojnásobil.

## Hospodářství

Průmyslová zóna v Etoy (1971)

Až do poloviny 20. století byla obec Etoy převážně zemědělskou obcí. I dnes hraje zemědělství a vinařství důležitou roli v obživě obyvatel. V okolí obce se nachází několik velkých vinic a významnou roli hraje také ovocnářství.
Od 70. let 20. století byla u hlavní silnice podél Ženevského jezera vybudována rozsáhlá průmyslová a obchodní čtvrť, která poskytuje řadu pracovních míst. Patří k ní několik skladů, pobočka nábytkářského obchodu Pfister, sídlo vývozce banánů Chiquita a řada menších firem. V Etoy se nachází také pečovatelský dům L’Espérance pro mentálně postižené, který byl založen v roce 1872. V posledních desetiletích se obec díky své atraktivní poloze rozvinula v rezidenční obec. Mnoho pracujících proto dojíždí za prací především do Morges a Lausanne.

## Doprava
Obec má dobré dopravní spojení. Má silniční spojení s Buchillonem, Saint-Prex a Lavigny. Dálniční křižovatka Aubonne na dálnici A1 (Ženeva–Lausanne), která byla otevřena v roce 1964, je vzdálena asi 3 km od obce. Zastávka Etoy na úseku železniční trati Lausanne–Ženeva z Morges do Coppet, která byla otevřena 14. dubna 1858, se nachází za obcí, na hranici s obcí Buchillon. Obec je napojena na síť veřejné dopravy prostřednictvím linky Postbusu, která jezdí z Etoy přes Buchillon do Aubonne.